# Resolver
Resolver es el tercer álbum de estudio de la banda de rock alternativo Veruca Salt, publicado el 16 de mayo de 2002 por Beyond Records, y más tarde en Australia el 6 de diciembre de 2002. Este es el primer álbum de la banda que no cuenta con la participación de Nina Gordon.
Al igual que en su álbum anterior, Eight Arms to Hold You, el título de este álbum está inspirado en un álbum de The Beatles, titulado Revolver.

## Lista de canciones
| Lanzamiento en Estados Unidos |                    |          |  |
| N.º                           | Título             | Duración |  |
| 1.                            | «The Same Person»  | 1:03     |  |
| 2.                            | «Born Entertainer» | 2:40     |  |
| 3.                            | «Best You Can Get» | 2:45     |  |
| 4.                            | «Wet Suit»         | 4:23     |  |
| 5.                            | «Yeah Man»         | 3:31     |  |
| 6.                            | «Imperfectly»      | 4:18     |  |
| 7.                            | «Officially Dead»  | 2:49     |  |
| 8.                            | «Only You Know»    | 4:09     |  |
| 9.                            | «Disconnected»     | 4:48     |  |
| 10.                           | «All Dressed Up»   | 5:54     |  |
| 11.                           | «Used to Know Her» | 4:36     |  |
| 12.                           | «Pretty Boys»      | 3:07     |  |
| 13.                           | «Hellraiser»       | 3:53     |  |

| Lanzamiento en Europa (Artful Records) |                    |          |  |
| N.º                                    | Título             | Duración |  |
| 1.                                     | «The Same Person»  | 1:03     |  |
| 2.                                     | «Yeah Man»         | 3:29     |  |
| 3.                                     | «Officially Dead»  | 2:49     |  |
| 4.                                     | «Only You Know»    | 4:07     |  |
| 5.                                     | «Disconnected»     | 4:46     |  |
| 6.                                     | «Best You Can Get» | 2:45     |  |
| 7.                                     | «Used to Know Her» | 4:34     |  |
| 8.                                     | «All Dressed Up»   | 5:53     |  |
| 9.                                     | «Born Entertainer» | 2:40     |  |
| 10.                                    | «Wet Suit»         | 4:23     |  |
| 11.                                    | «Pretty Boys»      | 3:07     |  |
| 12.                                    | «Imperfectly»      | 4:14     |  |
| 13.                                    | «Hellraiser»       | 3:53     |  |

## Personal
- Joe Barresi - mezclador
- Randy Nicklaus - A&R
- Howie Weinberg - masterización
- Brian Liesegang - programador, productor, editor
- Joshua Shapera - asistente
- Louise Post - bajista, guitarrista, teclista, vocalista, producción, diseñador disponible
- Eric Remschneider - violonchelo
- Scott Steiner - programador, editor
- Matt Walker - percusión, baterista
- Chad Adams - ingeniero, editor
- Stephen Fitzpatrick - guitarrista
- Joe Wohlmuth - asistente
- Kevin Tihista - bajista, guitarrista, vocalista
- Travis King - ingeniero, productor asistente, diseño de sonido, carátula, imagen de carátula

## Posición en listas
| Lista (2000)  | Posición |
| ------------- | -------- |
| Billboard 200 | 171      |